# Agrotis dorsicinis
Agrotis dorsicinis är en fjärilsart som beskrevs av Walker 1858. Agrotis dorsicinis ingår i släktet Agrotis och familjen nattflyn. Inga underarter finns listade i Catalogue of Life.